# Mateusz (Siemaszko)

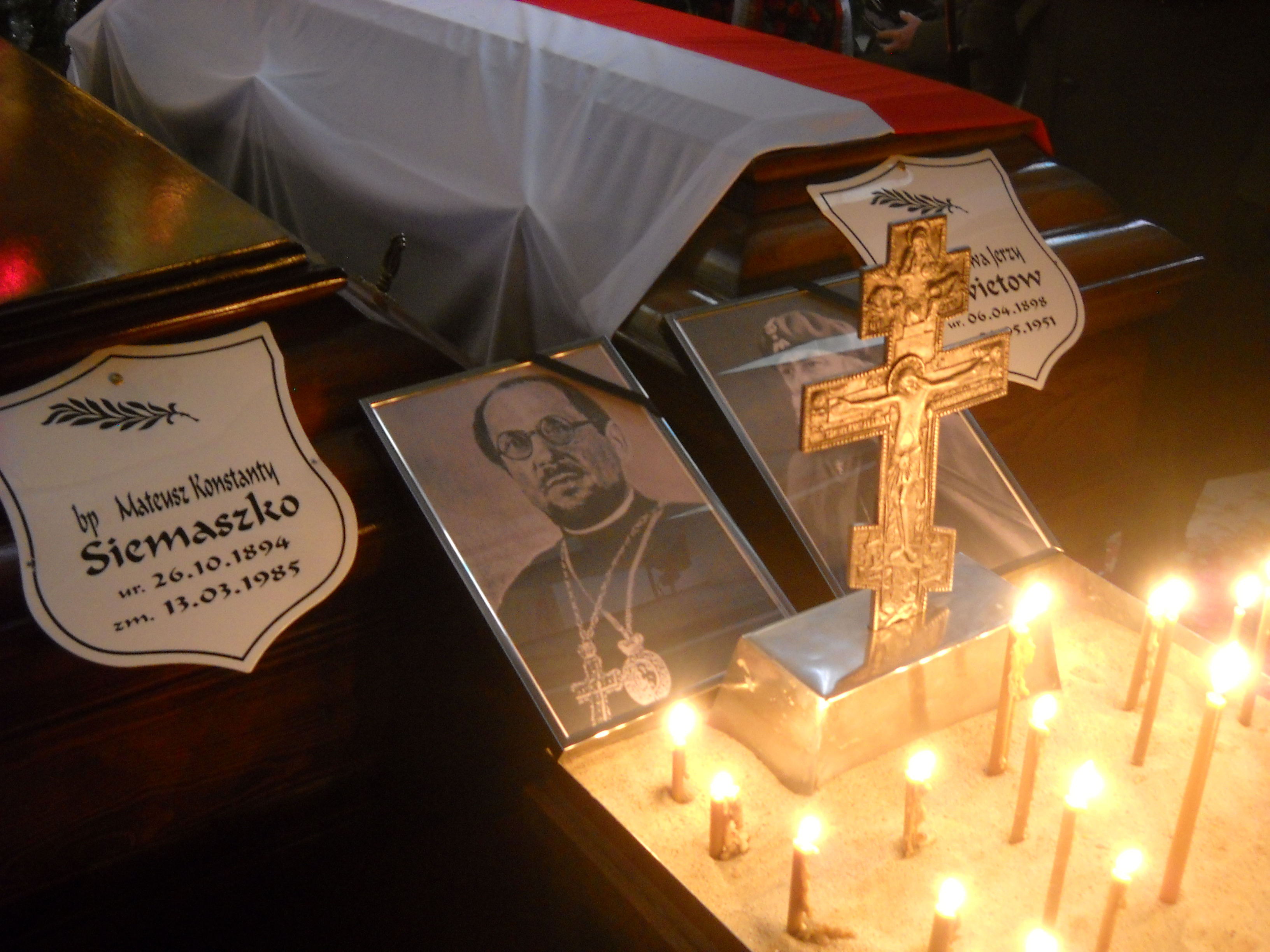
Trumny Mateusza (Siemaszki) i Sawy (Sowietowa) podczas ponownego pogrzebu w Warszawie (31 grudnia 2012)

Mateusz, imię świeckie Konstanty Siemaszko (ur. 22 października 1894 w Babicach, zm. 13 marca 1985 w Londynie) – polski biskup prawosławny.

## Życiorys
Absolwent prawosławnego seminarium duchownego w Chełmie. Studiował następnie w Instytucie Historii i Filologii w Nieżynie. Od 1916 do 1917 był artylerzystą w Armii Ochotniczej Denikina. W wojnie polsko-bolszewickiej walczył po stronie polskiej. Po zakończeniu działań wojennych, w 1922, objął parafię w Tarnogrodzie. Mianowany kapelanem wyznania prawosławnego ze starszeństwem z 1 kwietnia 1925 r. W 1932 r. był dziekanem wyznania prawosławnego Okręgu Korpusu Nr V w Krakowie. Służył we Lwowie. Uzyskał godność protoprezbitera.
W listopadzie 1938 złożył wieczyste śluby mnisze w ławrze Poczajowskiej, przyjmując imię Mateusz. 29 listopada tego samego roku metropolita warszawski i całej Polski Dionizy w asyście biskupów poleskiego Aleksandra, wołyńskiego Aleksego i grodzieńskiego Sawy wyświęcił go na biskupa brasławskiego, wikariusza diecezji wileńsko-lidzkiej. Jego chirotonia, podobnie jak wyświęcenie w tym samym czasie biskupa Tymoteusza (Szrettera), została wymuszona na metropolicie przez polskie władze państwowe. Dążyły one do spolonizowania prawosławia w Polsce, wbrew oczekiwaniom większości wiernych, czego zdecydowanymi zwolennikami byli dwaj nowi biskupi.
Po wkroczeniu Armii Czerwonej do Polski ewakuował się na Litwę później Łotwę, a następnie do Francji i Wielkiej Brytanii. Wstąpił do Polskich Sił Zbrojnych, pełniąc m.in. funkcję zastępcy prawosławnego ordynariusza polowego PSZ, arcybiskupa Sawy (Sowietowa). Po wojnie przeszedł w jurysdykcję Patriarchatu Ekumenicznego, otrzymał tytuł biskupa Aspendos i zamieszkał na stałe w Londynie. Po śmierci arcybiskupa Sawy stanął na czele tzw. Polskiego Kościoła Prawosławnego na Obczyźnie, podległego Konstantynopolowi i sprawującego opiekę duszpasterską nad weteranami Polskich Sił Zbrojnych wyznania prawosławnego.
Zmarł w Londynie 13 marca 1985 i został pochowany na Cmentarzu Brompton w Londynie. W 2012 jego szczątki zostały ekshumowane i sprowadzone do Polski. Uroczysty pogrzeb odbył się 31 grudnia 2012 na cmentarzu prawosławnym w Warszawie.

## Ordery i odznaczenia
- Krzyż Komandorski Orderu Odrodzenia Polski (7 lutego 1977)[7]
- Srebrny Krzyż Zasługi (19 marca 1937)[8][9]